# روزيتا فوربس
روزيتا فوربس (بالإنجليزية: Rosita Forbes)‏ روزيتا فوربس، نيي جوان روزيتا تورن كاتبة ومستكشفة إنجليزية. وهي أول امرأة أوروبية تزور واحة الكفرة في ليبيا (إلى جانب المصري المستكشف أحمد حسنين)، في فترة عندما تم إغلاق هذا للغربيين.

## نشأتها
ولدت روزيتا في لينكولنشاير عام 1890م وهي كبرى ستة أطفال، وكان والدها أحد الإقطاعيين في لينكولنشاير ودرس في في كامبردج، والدتها ابنة رجل أعمال اسكتلندي من أصل إسباني.

## رحلاتها
- في عام 1920م رحلت عبر الصحراء الليبية إلى واحة الكفرة بمرافقة العالم المصري المستكشف أحمد حسنين بيك، وواصلت فوربس رحلتها عبر الصحراء الليبية إلى مصر، وواحة سيوة سالكة طريقا جديدة، وفي عام 1921م وثقت رحلتها في كتابها الشهير «سر الصحراء العربية»، وقد ترجمه إلى العربية صبري محمد حسن تحت عنوان «سر الصحراء الكبرى: الكفرة»، وصدر عن المركز القومي للترجمة في القاهرة عام 2013م.
- وفي عام 1922م وصلت فوربس إلى عسير والتقت الإدريسي حاكم المخلاف السليماني وكانت عسير ضمن حدود حكمه، وصفت فوربس الحال الدينية والاجتماعية في عسير ودعمت مقالاتها بصور، كما قدمت وصفا للعلاقات السياسية بين الإدريسي والإمام يحيى في اليمن والملك عبد العزيز آل سعود.
- وفي العام نفسه 1922م اتجهت فوربس من عسير إلى جازان، وكان يرافقها كمال فهمي المفتش في شركة سكة الحديد المصرية، وقدمت فوربس وصفا لصبيا، وميناء جازان، ومدنها الساحلية وقراها الداخلية، وقد استقبلهما في جازان ابن الحاكم الإدريسي.
- وفي 1923م رافقت روزيتا كلا من فيلبي وعائلته والرحالة بيرترام توماس في جولة إلى البتراء.
- وفي عام 1925م خططت فوربس للقيام بزيارة إلى الهند وبلاد فارس وأفغانستان وآسيا الوسطى السوفياتية، وجنوب أمريكا.[2]

## مؤلفاتها
- نساء يدعين جامحات[2]
- سر الصحراء: Kufara، 1921
- من البحر الأحمر إلى النيل الأزرق؛ الحبشي المغامرة، 1925 (نشرت أيضا تحت عنوان من البحر الأحمر إلى النيل الأزرق؛ الألف ميل من إثيوبيا؟)
- المغامرة، 1928
- الصراع؛ الأنجورا إلى أفغانستان، 1931
- ثمانية جمهوريات بحثا عن المستقبل؛ التطور والثورة في أمريكا الجنوبية، 1932
- ممنوع الطريق - كابول إلى سمرقند، 1937
- هؤلاء اناس حقيقيون، 1937
- وحيد القرن في جزر البهاما، 1939
- هؤلاء الرجال كنت أعرف، 1940
- الغجر في الشمس، 1944
- موعد مع القدر، 1946
- هنري مورغان، القرصان، 1946
- الجزر في الشمس[بحاجة لمصدر]

## وفاتها
توفيت في برمودا عام 1967م.

## وصلات خارجية
- روزيتا فوربس.. الغجرية الباحثة عن دفء الشمس
- «كتابات روزيتا فوربس» في محاضرة بدارة الملك عبد العزيز بجدة